# Во (Падова)
Во (итал. Vò) је насеље у Италији у округу Падова, региону Венето.
Према процени из 2011. у насељу је живело 1298 становника. Насеље се налази на надморској висини од 22 м.

## Становништво
| 1931. | 1936. | 1951. | 1961. | 1971. | 1981. | 1991. | 2001. | 2011. |
| ----- | ----- | ----- | ----- | ----- | ----- | ----- | ----- | ----- |
| 4.019 | 4.120 | 4.312 | 3.735 | 3.677 | 3.655 | 3.399 | 3.432 | 3.417 |